# Europarlamentari della Francia della VII legislatura
Gli europarlamentari della Francia della VII legislatura, eletti in occasione delle elezioni europee del 2009, sono stati i seguenti.

## Composizione storica
| Europarlamentare             | Lista                                               | Gruppo    |
| ---------------------------- | --------------------------------------------------- | --------- |
| Damien Abad                  | UMP - Nuovo Centro                                  | PPE       |
| François Alfonsi             | Europa Ecologia (Partito della Nazione Corsa)       | Verdi/ALE |
| Kader Arif                   | Partito Socialista                                  | S&D       |
| Sophie Auconie               | UMP - Nuovo Centro                                  | PPE       |
| Jean-Pierre Audy             | Unione per un Movimento Popolare                    | PPE       |
| Michel Barnier               | Unione per un Movimento Popolare                    | PPE       |
| Dominique Baudis             | Unione per un Movimento Popolare                    | PPE       |
| Christophe Béchu             | Unione per un Movimento Popolare                    | PPE       |
| Sandrine Bélier              | Europa Ecologia                                     | Verdi/ALE |
| Malika Benarab-Attou         | Europa Ecologia                                     | Verdi/ALE |
| Jean-Luc Bennahmias          | Movimento Democratico                               | ALDE      |
| Pervenche Berès              | Partito Socialista                                  | S&D       |
| Jean-Paul Besset             | Europa Ecologia                                     | Verdi/ALE |
| José Bové                    | Europa Ecologia                                     | Verdi/ALE |
| Alain Cadec                  | Unione per un Movimento Popolare                    | PPE       |
| Pascal Canfin                | Europa Ecologia                                     | Verdi/ALE |
| Françoise Castex             | Partito Socialista                                  | S&D       |
| Jean-Marie Cavada            | UMP - Nuovo Centro                                  | PPE       |
| Daniel Cohn-Bendit           | Europa Ecologia                                     | Verdi/ALE |
| Arnaud Danjean               | Unione per un Movimento Popolare                    | PPE       |
| Michel Dantin                | Unione per un Movimento Popolare                    | PPE       |
| Rachida Dati                 | Unione per un Movimento Popolare                    | PPE       |
| Joseph Daul                  | Unione per un Movimento Popolare                    | PPE       |
| Karima Delli                 | Europa Ecologia                                     | Verdi/ALE |
| Marielle de Sarnez           | Movimento Democratico                               | ALDE      |
| Harlem Désir                 | Partito Socialista                                  | S&D       |
| Philippe de Villiers         | Movimento per la Francia                            | EFD       |
| Christine De Veyrac          | Unione per un Movimento Popolare                    | PPE       |
| Hélène Flautre               | Europa Ecologia                                     | Verdi/ALE |
| Gaston Franco                | Unione per un Movimento Popolare                    | PPE       |
| Marielle Boullier Gallo      | UMP - La Sinistra Moderna                           | PPE       |
| Jean-Paul Gauzès             | Unione per un Movimento Popolare                    | PPE       |
| Bruno Gollnisch              | Fronte Nazionale                                    | NI        |
| Sylvie Goulard               | Movimento Democratico                               | ALDE      |
| Estelle Grelier              | Partito Socialista                                  | S&D       |
| Catherine Grèze              | Europa Ecologia                                     | Verdi/ALE |
| Nathalie Griesbeck           | Movimento Democratico                               | ALDE      |
| Françoise Grossetête         | Unione per un Movimento Popolare                    | PPE       |
| Pascale Gruny                | Unione per un Movimento Popolare                    | PPE       |
| Sylvie Guillaume             | Partito Socialista                                  | S&D       |
| Jacky Hénin                  | Fronte di Sinistra (Partito Comunista Francese)     | GUE/NGL   |
| Liem Hoang Ngoc              | Partito Socialista                                  | S&D       |
| Élie Hoarau                  | Alleanza d'Oltremare (Partito Comunista Riunionese) | GUE/NGL   |
| Yannick Jadot                | Europa Ecologia                                     | Verdi/ALE |
| Eva Joly                     | Europa Ecologia                                     | Verdi/ALE |
| Philippe Juvin               | Unione per un Movimento Popolare                    | PPE       |
| Nicole Kiil-Nielsen          | Europa Ecologia                                     | Verdi/ALE |
| Alain Lamassoure             | Unione per un Movimento Popolare                    | PPE       |
| Stéphane Le Foll             | Partito Socialista                                  | S&D       |
| Patrick Le Hyaric            | Fronte di Sinistra (Partito Comunista Francese)     | GUE/NGL   |
| Corinne Lepage               | Movimento Democratico                               | ALDE      |
| Jean-Marie Le Pen            | Fronte Nazionale                                    | NI        |
| Marine Le Pen                | Fronte Nazionale                                    | NI        |
| Véronique Mathieu Houillon   | Unione per un Movimento Popolare                    | PPE       |
| Jean-Luc Mélenchon           | Fronte di Sinistra (Partito di Sinistra)            | GUE/NGL   |
| Elisabeth Morin-Chartier     | Unione per un Movimento Popolare                    | PPE       |
| Gilles Pargneaux             | Partito Socialista                                  | S&D       |
| Vincent Peillon              | Partito Socialista                                  | S&D       |
| Maurice Ponga                | UMP - Le Rassemblement                              | PPE       |
| Dominique Riquet             | UMP - Partito Radicale                              | PPE       |
| Michèle Rivasi               | Europa Ecologia                                     | Verdi/ALE |
| Robert Rochefort             | Movimento Democratico                               | ALDE      |
| Tokia Saïfi                  | UMP - Partito Radicale                              | PPE       |
| Marie-Thérèse Sanchez-Schmid | UMP - Partito Radicale                              | PPE       |
| Catherine Soullie            | Unione per un Movimento Popolare                    | PPE       |
| Michèle Striffler            | UMP - La Sinistra Moderna                           | PPE       |
| Patrice Tirolien             | Partito Socialista                                  | S&D       |
| Catherine Trautmann          | Partito Socialista                                  | S&D       |
| Marie-Christine Vergiat      | Fronte di Sinistra                                  | GUE/NGL   |
| Bernadette Vergnaud          | Partito Socialista                                  | S&D       |
| Dominique Vlasto             | Unione per un Movimento Popolare                    | PPE       |
| Henri Weber                  | Partito Socialista                                  | S&D       |

## Modifiche intervenute

### Unione per un Movimento Popolare
- In data 10.02.2010 a Michel Barnier subentra Constance Le Grip.
- In data 15.12.2010 a Pascale Gruny subentra Philippe Boulland.
- In data 01.01.2011 a Christophe Béchu subentra Agnès Le Brun.
- In data 24.03.2011 a Catherine Soullie subentra Brice Hortefeux.
- In data 23.06.2011 a Dominique Baudis subentra Franck Proust.
- In data 16.06.2012 a Michel Dantin subentra Nora Berra (sostituita sin dall'inizio della legislatura in quanto nominata segretario di Stato nei governi Fillon II e Fillon III).
- In data 17.06.2012 a Damien Abad subentra Michel Dantin (che, dunque, riassume la carica in precedenza ricoperta in qualità di sostituto di Nora Berra).

### Partito Socialista
- In data 16.05.2012 a Kader Arif subentra Éric Andrieu.
- In data 16.05.2012 a Stéphane Le Foll subentra Isabelle Thomas.
- In data 16.05.2012 a Vincent Peillon (nominato ministro nei governi Ayrault I e Ayrault II) subentra Karim Zéribi.
- In data 17.06.2012 a Estelle Grelier subentra Jean Louis Cottigny.
- In data 09.04.2014 a Harlem Désir subentra Christine Revault d'Allonnes-Bonnefoy.
- In data 03.05.2014 a Karim Zéribi subentra Vincent Peillon (che, dunque, riassume la carica).

### Europa Ecologia
- In data 16.05.2012 a Pascal Canfin (nominato ministro delegato nei governi Ayrault I e Ayrault II) subentra Jean-Jacob Bicep.
- In data 03.05.2014 a Jean-Jacob Bicep subentra Pascal Canfin (che, dunque, riassume la carica).

### Alleanza d'Oltremare
- In data 04.01.2012 a Élie Hoarau subentra Younous Omarjee (Indipendente).

### Europarlamentari eletti per effetto dell'attribuzione di seggi ulteriori
- In data 07.12.2011 sono proclamati eletti Yves Cochet (Europa Ecologia, gruppo Verdi/ALE) e Jean Roatta (Unione per un Movimento Popolare, gruppo PPE).

### Modifiche nella rappresentanza dei partiti nazionali e nei gruppi
- In data 16.05.2012 Karim Zéribi, subentrante ed eletto nel Partito Socialista, aderisce al gruppo Verdi/ALE; in data 14.06.2012 lascia il Partito Socialista e aderisce a Europa Ecologia.